# Partula rufa
Espèce
Synonymes
- Partula martensiana higginsi Pilsbry, 1924[2]
- Partula martensiana Pilsbry, 1909[2]

Statut de conservation UICN

 CR A1ce+2e : 
En danger critique

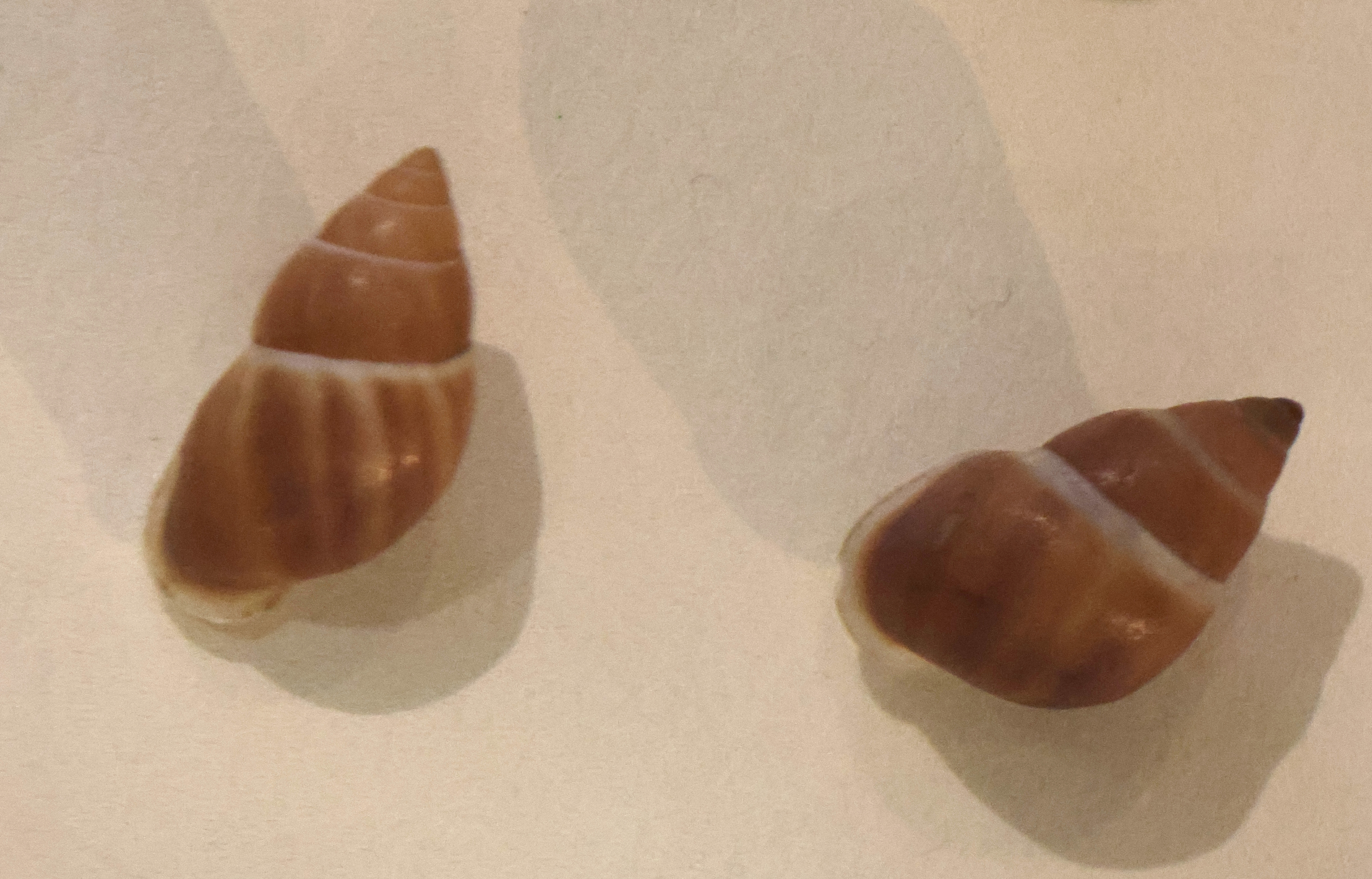

Partula rufa est une espèce d'escargots terrestres appartenant à la famille des Partulidae. Endémique à la Micronésie, cette espèce est menacée de disparition.